# Ђурђевац (тврђава)
Ђурђевац или Стефаница је некадашња тврђава у Црној Гори на територији Побора, изнад Будве.

## Историја
Утврђење Ђурђевац помиње се први пут 1424. године. У Вучитрну је 1426. године потписан уговор измеду Ђурђа Бранковића и Млечана, у коме се каже да је тврђаву Ђурђевац подигао Стефаница, син Ђурђа Ђураша (који је био дјед Ивана Црнојевића). По овим уговорима тврђава треба да се сруши јер је на терену Млечана. Ђурђевац је изгледа срушен тек 1435. године. У 16. вијеку помиње се црква на Ђурђевцу, која је вјероватно већ у 15. вијеку морала ту да постоји заједно са замком и утврдама. Како изгледа, Ђурђевац је поред војног имао и наглашен стамбени карактер.
Приступ утврђењу је са сјеверне стране од Стањевића, уз врло стрму литицу. По остацима на терену може се закључити да је Ђурђевац био само мањи утврђен замак.
Данас је утврдење у рушевном стању и само на неким мјестима се могу идентификовати остаци одбрамбених зидова као и једне куле на највишој тачки. Унутар утврђења налазе се и остаци мање једнобродне цркве посвећене Светом Ђорђу, подигнуте између 1424. и 1425. године, по којој је можда утврђење и добило име.
О Тврђави Ђурђевац је писао Мирослав Лукетић.2017. је код остатака тврђаве Ђурђевац обновљена црква Светог Ђорђа.